# Site universitaire de Périgueux
Le site universitaire de Périgueux, situé à La Grenadière, est un campus inauguré le 12 mai 2000, qui regroupe des antennes de l'université de Bordeaux et de l'Institut national supérieur du professorat et de l'éducation.
Fin 2018, les effectifs sont de 1 400 étudiants (750 en IUT, 450 en IDE et 200 à l'ESPÉ).

## Entités
En 2023, les différentes entités sont : l'Institut droit et économie (IDE), qui regroupe des formations en droit, administration économique et sociale et capacité en droit ; l'institut universitaire de technologie (IUT) ; l'école supérieure du professorat et de l'éducation (ESPÉ) et L'institut de formation en soins infirmiers (IFSI).

### Institut droit et économie (IDE)
En avril 1969, le conseil municipal de Périgueux envisage la création d'un institut d'études juridiques dans les locaux précédemment occupés par l'école Jules-Ferry. L'antenne de la faculté de droit de l'université de Bordeaux ouvre officiellement en octobre 1969 et est inaugurée en décembre de la même année,,.
En 2004, l'institut déménage ses locaux sur le site universitaire de La Grenadière,. En 2010, il devient le « Département d'études juridiques et économiques de Périgueux (DEJEP) ». À la rentrée 2016, il prend le nom d'« Institut de droit et d'économie (IDE) de Périgueux ».

### Institut universitaire de technologie (IUT)
L'Institut universitaire de technologie ouvre le 18 octobre 1976, au 39 rue Paul-Mazy. Il est, dans un premier temps, rattaché à l'Institut universitaire de technologie de Bordeaux, fondé en 1966. Il comprenait deux départements : celui des techniques de commercialisation des productions de l'agriculture (depuis 1976) et celui de biologie appliqué (depuis 1987, aujourd'hui dénommé génie biologique). En 1997, l'établissement devient un institut universitaire de technologie à part entière, mais rattaché à l'université de Bordeaux. Les locaux de l'institut sont réaménagés entre 1998 et 2000 et sont inaugurés le 12 mai 2000. L'IUT accueille alors 405 étudiants et environ 50 fonctionnaires (dont 35 professeurs).
Quatre BUT y sont délivrés dans les domaines : Carrières sociales (CS), Génie biologique (GB), Génie chimique - Génie des procédés (GCGP) et Techniques de commercialisation (TC). En 2023, l’IUT accueille 700 élèves,.

### École supérieure du professorat et de l'éducation (ESPE)
Dans un premier temps installé au 39 rue Paul-Mazy, l'École normale d'Instituteurs aménagent sur le site de La Grenadière entre 1998 et 2000. Inaugurés le 12 mai 2000, les locaux accueillent alors 200 élèves enseignants et environ 30 fonctionnaires (dont la moitié de professeurs).

### Institut de formation en soins infirmiers (IFSI)
L'institut de formation en soins infirmiers (IFSI) situé au centre hospitalier a rejoint le site universitaire en 2021, ce qui a ajouté 400 étudiants (aides-soignants et élèves infirmiers).

## Campus Connecté
Depuis septembre 2021, le site Campus Périgord accueille un Campus Connecté. Celui se nomme "Campus Connecté Périgueux". 
Il accueille pour l'année scolaire 2022-2023, environ une dizaine d'étudiants, tous dans l'enseignement supérieur (post-baccalauréat). Ce dernier permet aux étudiants de poursuivre des études en ligne (EAD) et leur permet d'utiliser le matériel nécessaire (ordinateurs, casques audio, ...) ainsi qu'avoir un tutorat personnalisé. 

## Anciennes entités
Créé en 2002 à La Grenadière, l'Institut universitaire professionnel (IUP), spécialisé dans les métiers de l'accueil et du tourisme, s'installe près de l'Institut universitaire de technologie et l'Institut universitaire de formation des maîtres,. 